# 生殖不能症
生殖不能症（infertility）とは、繁殖障害の一種である。雄畜が正常な交尾欲を示し、交尾能力をもっているにもかかわらず、交配した雌畜を受胎させる能力がない状態。無精液症、精液過少症、無精子症、精子減少症、精子無力症、精子死滅症、奇形精子症、血精液症、尿精液症、膿精液症などに分類される。先天的な原因である場合には治療法はない。